# خانه جهانشاه
خانه جهانشاه مربوط به دوره قاجار است و در شهرستان نطنز، بخش امامزاده، دهستان خالدآباد، بخش شمالی روستای ده آباد، سه راه ارتباطی خالدآباد به کاشان واقع شده و این اثر در تاریخ ۲۸ اسفند ۱۳۸۵ با شمارهٔ ثبت ۱۸۷۶۷ به‌عنوان یکی از آثار ملی ایران به ثبت رسیده است.